# Ropica rosti
Ropica rosti är en skalbaggsart som beskrevs av Stefan von Breuning 1958. Ropica rosti ingår i släktet Ropica och familjen långhorningar.
Artens utbredningsområde är Nepal. Inga underarter finns listade i Catalogue of Life.